# Quèdeix d'Issacar
Quèdeix d'Issacar o Quèdeix de Galilea fou una ciutat al territori de la tribu d'Issacar que va pertànyer als levites (1 Chron. vi. 72; Reland, Palaest. p. 668; Winer, Biblisch. Realwört. s.v.; Von Raumer, Palest. p. 129; Ritter, Erdkunde, vol. xv.pp. 246--252.)